# Lelese
Lelese – wieś w Rumunii, w okręgu Hunedoara, w gminie Lelese. W 2011 roku liczyła 154 mieszkańców.